# النشمة (تعز)

تعديل مصدري - تعديل

النشمة هي مدينة يمنية، وهي مركز مديرية المعافر بمحافظة تعز، بلغ تعداد سكانها 1289 نسمة حسب الإحصاء الذي أجري عام 2004.